# Tannino
Il tannino è una classe di composti contenuti in diverse piante con proprietà analoghe a quelle dell’acido tannico, solubili in acqua, di sapore astringente, capaci di precipitare i sali dei metalli pesanti, gli alcaloidi e le proteine. Per questo posseggono proprietà concianti per le pelli animali in quanto reagiscono col collagene e con le altre proteine rendendo il prodotto non putrescibile.
Trovano inoltre impiego nella tintura e nella stampa dei tessuti, nella preparazione di lacche e inchiostri, nella chiarificazione del vino, della birra e dei succhi di frutta. Il composto si trova nei legni, nelle cortecce, nei frutti e rizomi, nelle radici ma generalmente si intende quello estratto dalle noci di galla, ricco di acido tannico, con diversi procedimenti (all’acqua, all’alcole, all’etere). Il tannino è sintetizzabile, ottenendo in tal modo un gruppo di prodotti con caratteristiche analoghe a quelli naturali di origine vegetale anche se privi di alcuna analogia chimica.
Il termine venne impiegato per la prima volta nel 1796 per indicare una sostanza chimica presente negli estratti vegetali capace di combinarsi con le proteine della pelle animale in complessi insolubili, di prevenirne la putrefazione da parte degli enzimi proteolitici e trasformarla in cuoio. Questa capacità di legarsi ai composti contenenti azoto (proteine e alcaloidi) si riflette nella qualità astringente di molti vini rossi. Sono presenti anche nei frutti di kaki, sorbo domestico, nespolo comune, corniolo, cotogno, carrubo. Le fonti più ricche di tannini sono le cortecce di piante come quercia, castagno, abete, acacia. Il tannino era temuto dai pittori su tavola, perché poteva sprigionarsi anche da supporti già stagionati e macchiare di scuro alcune parti del dipinto.

## Struttura

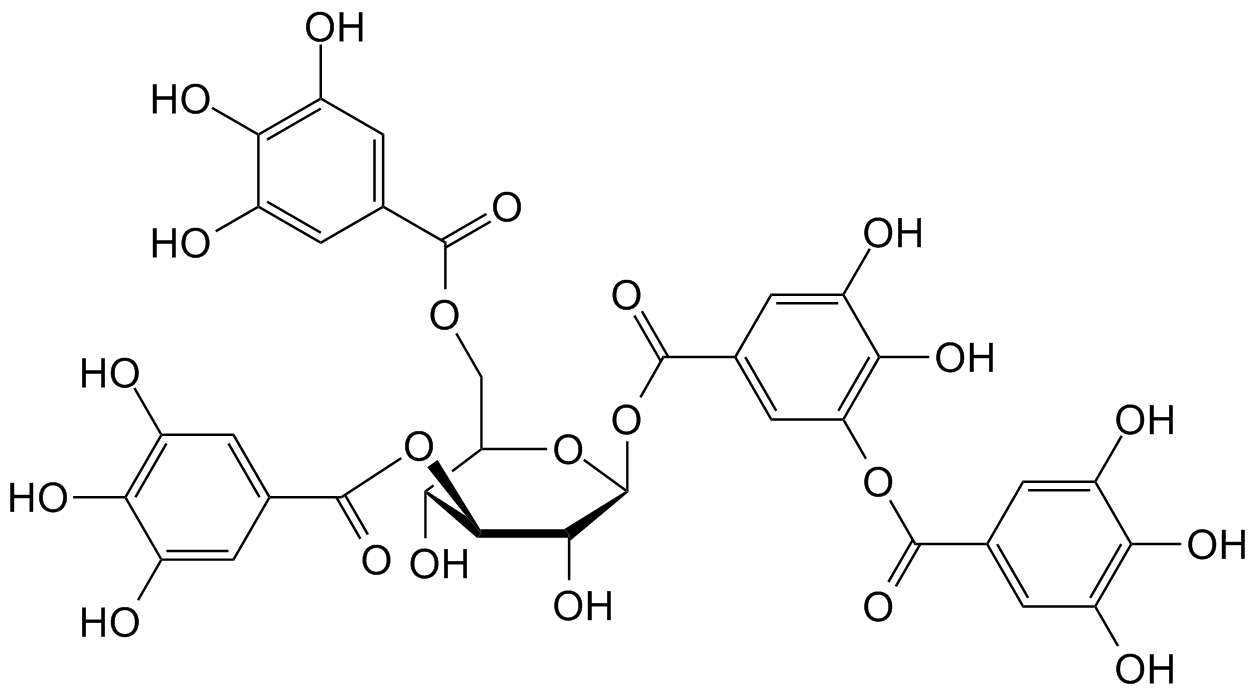
Struttura dell'acido tannico, un tipo di tannino

I tannini sono composti polifenolici comuni nelle piante vascolari, di cui la più ricca è il castagno europeo (Castanea sativa) che ne contiene, all'interno dei suoi tessuti, circa il 7%  del totale; nelle angiosperme in particolare sono associati ai tessuti legnosi. Nella cellula vegetale i tannini sono separati dalle proteine e dagli enzimi del citoplasma, ma quando avviene una lesione (attacco da parte di erbivori) la reazione tannica può rendere meno assimilabile la pianta per il predatore.
Si distinguono due classi di tannini in funzione della struttura chimica; le due classi sono distinte dal percorso biosintetico di formazione e dalla stereochimica:
1. tannini idrolizzabili:[2] Si dividono in gallotannini (esteri dell'acido gallico e del glucosio) e in ellagitannini (estere dell'acido esaidrossidifenico e glucosio). Essi sono facilmente idrolizzabili da acidi deboli, ad alte temperature si decompongono dando pirogallolo, un composto epatotossico e fortemente irritante, e sono ad alto peso molecolare.[senza fonte] Per riscaldamento con acidi diluiti si decompongono in zuccheri e acidi fenolici liberi.[2]
2. tannini condensati o flavanoli: non si decompongono per riscaldamento con gli acidi diluiti e sono strutturalmente collegati con le antocianine e le catechine.[2] Anche i tannini condensati sono diffusi in natura trovandosi nel legno di castagno e in alcuni frutti come le uve nere.[2] Un termine alternativo è proantocianidine. A livello biogenetico sono fortemente apparentati ai flavonoidi. Essi non sono facilmente idrolizzabili, si decompongono in condizioni alcoliche acide dando i pigmenti rossi detti flobafeni, hanno la struttura di un flavan-3-olo polimerico, contengono da 2 a 8 unità di catechina. Sono fortemente antiossidanti e agiscono in maniera sinergica anche con l'acido ascorbico. Abbassano la pressione arteriosa, riducono l'aggregazione piastrinica, possono aiutare a ridurre i rischi di danni alle coronarie e sono antivirali e antibatterici. Le proantocianidine oligomeriche possiedono proprietà antitumorali, sono angioprotettive e prevengono il danno da radicali liberi.[senza fonte]
3. Florotannini: è una terza classe di tannini, identificata recentemente in molte specie di alghe brune.

## Applicazioni
Una funzione importante del contenuto in sostanze tanniche del legno è la sua capacità di migliorare la conservazione del legno stesso in ambiente umido, utile soprattutto per il legname navale per impedirne o rallentarne la degenerazione.
I tannini, somministrati sia per via topica sia orale, hanno un effetto antibatterico e antifungino. Somministrati per via orale hanno un effetto antidiarroico. Somministrati per via topica hanno effetto vasocostrittore, sono usati nella rigenerazione dei tessuti affetti da piccole ferite e ustioni, e infine sono usati nel trattamento della dermatite.
I tannini hanno la capacità di precipitare alcune proteine della saliva, dando così la tipica sensazione di astringenza. Inoltre si combinano in modo aspecifico con le proteine alimentari, formando complessi resistenti alle proteasi gastrointestinali. I tannini inoltre, inibiscono gli enzimi digestivi. La tipica sensazione dopo aver assunto quantità elevate di tannino è di fame senza appetito, e la fame persiste anche dopo un pasto ricco (che non verrà digerito e assimilato ma escreto); il senso del gusto è alterato, i cibi sono insapori o sgradevoli. Per questi motivi è consigliato di non assumere frutta durante i pasti principali o degustazioni.
Inibiscono l'assorbimento del ferro e dello zinco e anche di alcune vitamine.